# Revistas de Información Comercial Española
Las Revistas de Información Comercial Española (Revistas ICE) son unas publicaciones periódicas de la Secretaría de Estado de Comercio de España que buscan favorecer la difusión del conocimiento y el debate en el ámbito económico, haciendo hincapié en los temas más relevantes y actuales para la economía y la Administración pública española.
En la actualidad, las publicaciones de Información Comercial Española (ICE) son: Información Comercial Española, Revista de Economía; Boletín Económico de Información Comercial Española; y Cuadernos Económicos de Información Comercial Española.
La Secretaría de Estado de Comercio, actualmente adscrita al Ministerio de Economía, Comercio y Empresa, está a cargo de la edición y publicación de las revistas, y la Subdirección General de Estudios y Prospección Comercial es quien se ocupa de su dirección y gestión.
Las Revistas de Información Comercial Española se publican en formato impreso y digital, con acceso inmediato y gratuito a la edición digital desde su página web a través de la plataforma OJS (Open Journal Systems).

## Información Comercial Española, Revista de Economía

### Historia, enfoque y alcance
Información Comercial Española, Revista de Economía es una publicación trimestral, con presencia editorial desde 1898, que se especializa en temas de actualidad económica nacional e internacional. Con el objetivo de acercar el rigor académico a la aplicación de políticas públicas, reúne artículos de autores del mundo académico, de la Administración pública o del sector empresarial.

### Equipo editorial
Componen el equipo editorial el director o la directora, el jefe o la jefa de Redacción y las personas responsables de las labores de edición. Además del equipo editorial y de redacción, la revista cuenta con el apoyo de un Consejo Científico y de un Consejo de Redacción que colaboran en el programa editorial.

### Estructura, contenidos y publicación
ICE, Revista de Economía tiene una estructura de revista científica, con el resumen de cada artículo en español y en inglés, el análisis con palabras clave de cada artículo y el sistema de clasificación del Journal of Economic Literature (Códigos de clasificación JEL).
Consta de una sección monográfica, coordinada por una persona experta en la materia, cuyos temas se anuncian con antelación en la sección «Avisos» de la web de la revista, y una tribuna, que supone un buzón abierto para la publicación de artículos originales de investigación para quien lo solicite.
ICE, Revista de Economía se publica en formato digital e impreso, con acceso inmediato y gratuito a la edición digital, y todos los artículos se identifican mediante un DOI (identificador de objeto digital) que permite su localización en internet, facilitando su recuperación.

## Boletín Económico de Información Comercial Española

### Historia, enfoque y alcance
El Boletín Económico de Información Comercial Española es una publicación mensual, de carácter divulgativo, editada desde 1947, que incluye artículos originales sobre economía española, comunitaria e internacional, haciendo especial hincapié en temas sectoriales y de comercio exterior.
Mantiene una estructura de revista científica en la que se incluyen los resúmenes de todos los artículos, además del análisis por palabras clave y la clasificación del Journal of Economic Literature.

### Equipo editorial
Componen el equipo editorial el director o la directora, el secretario o la secretaria de Redacción, el jefe o la jefa de Redacción y las personas responsables de las labores de edición. Además del equipo editorial, el Boletín Económico de ICE cuenta con el apoyo de un Consejo de Redacción que colabora en el programa editorial.

### Estructura, contenidos y publicación
El Boletín Económico de ICE consta de la sección «En portada», con artículos sobre iniciativas y actuaciones de la Administración española en el campo de la economía y del comercio, elaborados por un departamento de la misma, la sección «Colaboraciones», con artículos sobre la evolución de la economía nacional o internacional, el comercio internacional y la economía de la empresa, elaborados principalmente por personal de las universidades (titulares de cátedra, personal docente, estudiantes de doctorado…) o especialistas en la materia, y la sección «Análisis», con artículos o series de artículos dedicados al estudio detallado de temas de interés económico o comercial.
La revista se publica en formato impreso y digital, con acceso inmediato y gratuito a la edición digital, y todos los artículos se identifican mediante un DOI que permite su localización en internet, facilitando su recuperación.

### El Sector Exterior
Integrado en el Boletín Económico de ICE se encuentra El Sector Exterior. Se trata de un monográfico dedicado al sector exterior en España, de periodicidad anual, en el que se ofrecen los principales datos y la evolución de las variables comerciales y financieras de España y el mundo, y se analizan las principales políticas emprendidas por la Administración española y por el conjunto de la Unión Europea en este ámbito. Está disponible en formato impreso y digital, con acceso inmediato y gratuito a la edición digital.

## Cuadernos Económicos de Información Comercial Española

### Historia, enfoque y alcance
Cuadernos Económicos de Información Comercial Española es una publicación monográfica, de periodicidad semestral y vocación científica, que comenzó a publicarse en 1977 con el objetivo de contribuir a la difusión y desarrollo del conocimiento y la investigación en el campo de la economía. Publica artículos originales de economía teórica y empírica, tanto en español como en inglés, con énfasis en aquellos temas que pueden contribuir a informar en mayor medida las políticas públicas en el ámbito económico.

### Equipo editorial
Componen el equipo editorial el director o la directora, el jefe o la jefa de Redacción y las personas responsables de las labores de edición. Además, cuenta con una persona reputada del ámbito académico que contribuye, entre otras tareas, a la elección de los temas de los monográficos, la identificación de las personas que coordinan la revista y la supervisión del proceso de evaluación. Asimismo, el equipo editorial cuenta con el apoyo de un Consejo Editorial, que colabora en la planificación y coordinación de los números de cada revista, y de un Consejo Científico, compuesto por reconocidas personas especialistas en materia económica.

### Estructura, contenidos y publicación
Cuadernos Económicos de ICE adopta los estándares de calidad internacionales de las revistas científicas y selecciona los trabajos mediante un procedimiento de evaluación por pares externa y anónima. Los artículos publicados incluyen resúmenes en español e inglés y su contenido se sintetiza por palabras clave y se clasifican de acuerdo con los códigos por materias del Journal of Economic Literature. Actualmente, la publicación de la revista se realiza mediante la plataforma OJS y los artículos se identifican mediante un DOI. La revista se publica en formato digital e impreso.

### Sello de calidad
Cuadernos Económicos de ICE obtuvo en 2021 el Sello de Calidad de la Fundación Española para la Ciencia y la Tecnología (FECYT), que reconoce su calidad editorial y científica, y que ha sido renovado en 2022, 2023y 2024.